# 9. srbska brigada (NOVJ)
Za druge 9. brigade glejte 9. brigada.
9. srbska brigada (srbohrvaško: 9. srpska brigada) je bila brigada v sestavi Narodnoosvobodilne vojske in partizanskih odredov Jugoslavije in ki je delovala med drugo svetovno vojno na področju Kraljevine Jugoslavije.

## Organizacija
- štab
- 3x bataljon